# Comuna Novopidkreaj, Țarîceanka
Novopidkreaj (în ucraineană Новопідкряж) este o comună în raionul Țarîceanka, regiunea Dnipropetrovsk, Ucraina, formată din satele Novopidkreaj (reședința) și Supîna.

## Demografie
Componența lingvistică a satului Novopidkreaj
     Ucraineană (97,59%)
     Rusă (2,17%)
     Alte limbi (0,16%)
Conform recensământului din 2001, majoritatea populației satului Novopidkreaj era vorbitoare de ucraineană (97,59%), existând în minoritate și vorbitori de rusă (2,17%).